# Microlaimus paraborealis
Microlaimus paraborealis är en rundmaskart. Microlaimus paraborealis ingår i släktet Microlaimus, och familjen Desmodoridae. Arten är reproducerande i Sverige.